# Агассіз
Агассіз (англ. Agassiz) — Тауншіп в окрузі Лак-кі-Парл, Міннесота, США. На 2000  його населення становило 104 особи.

## Географія
За даними Бюро перепису населення США площа Тауншипу становить 96,7 км², з яких 90,4 км² займає суша, а 6,2 км² — вода (6,46%).

## Демографія
За даними перепису населення 2000 року тут перебували 104 особи, 39 домогосподарств і 29 родин. Густота населення — 1,1 осіб/км². На території Тауншіпу розташовано 54 будівлі з середньою щільністю 0,6 будівель на один квадратний кілометр. Расовий склад населення: 100,00% білих.